# Christopher Chippindale
Christopher Ralph Chippindale, né le 13 octobre 1951 dans le Yorkshire, en Angleterre, est un préhistorien britannique, spécialiste du mégalithisme au Royaume-Uni et de l'art rupestre en Europe. Il est l'un des experts ayant étudié le plus minutieusement le site de Stonehenge, en Angleterre.

## Jeunesse et formation
Christopher Ralph Chippindale nait le 13 octobre 1951 de Keith et Ruth Chippindale. Il suit ses études à la Sedbergh School, une public school de Sedbergh. Il étudie ensuite au St John's College, à Cambridge, où il obtient un Bachelor of Arts (BA Hons). Il étudie ensuite pour obtenir un doctorat (PhD) au Girton College, à Cambridge. Sa thèse de doctorat, intitulée « Les gravures rupestres préhistoriques récentes de Val Fontanalba, Mont Bego, Tende, Alpes-Maritimes, France », est achevée en 1988.

## Carrière
Christopher Chippindale est enseignant-chercheur en archéologie au Girton College de Cambridge de 1985 à 1988 et bye-fellow de 1988 à 1991. En 1987, il est nommé conservateur adjoint du musée d'archéologie et d'anthropologie de l'université de Cambridge. Il est promu au poste de conservateur adjoint principal en 1993. En 2001, il est nommé reader en archéologie à l'université de Cambridge. Il occupe également les postes de reader et de conservateur pour l'archéologie britannique au musée. Il travaille au Musée d'archéologie et d'anthropologie de 1988 à 2013.
Il prend sa retraite en 2013, et est maintenant reader émérite à l'université et membre senior du McDonald Institute for Archaeological Research,.

## Travaux
Christopher Chippindale est l'un des experts ayant étudié le plus minutieusement Stonehenge.

## Fonctions éditoriales
En dehors de sa carrière universitaire, il a été rédacteur en chef de la revue scientifique Antiquity pendant dix ans, de 1987 à 1997.

## Vie personnelle
En 1976, Christopher Chippindale épouse Anne Lowe. Le couple a quatre enfants : deux fils et deux filles. Ils divorcent en 2008. La même année, il conclut un partenariat civil avec Justice Oleka. Son frère Peter Chippindale (en) est journaliste et auteur.

## Prix et honneurs
Le 10 janvier 1991, Christopher Chippindale est élu Fellow of the Society of Antiquaries of London (FSA).

## Publications
Ses publications comprennent :
- (en) Stonehenge Complete, 1983 (4e édition en 2012)
- (en) Who Owns Stonehenge ?, 1990
- (en) The Archaeology of Rock Art, 1998
- (en) European landscapes of rock-art, Londres, Routledge, 2002 (ISBN 9780415257350)